# Philocheras magnioculus
Philocheras magnioculus is een garnalensoort uit de familie van de Crangonidae. De wetenschappelijke naam van de soort is voor het eerst geldig gepubliceerd in 2007 door Komai & Chan.